# Grigori Ciuhrai
Grigori Naumovici Ciuhrai (în rusă Григо́рий Нау́мович Чухра́й, transliterat: Grigori Naumovici Ciuhrai, n. 23 mai 1921, Melitopol, RSS Ucraineană, URSS – d. 28 octombrie 2001, Moscova, Rusia) a fost un regizor și scenarist de filme sovietic, renumit prin filmele sale antirăzboi. 

## Biografie

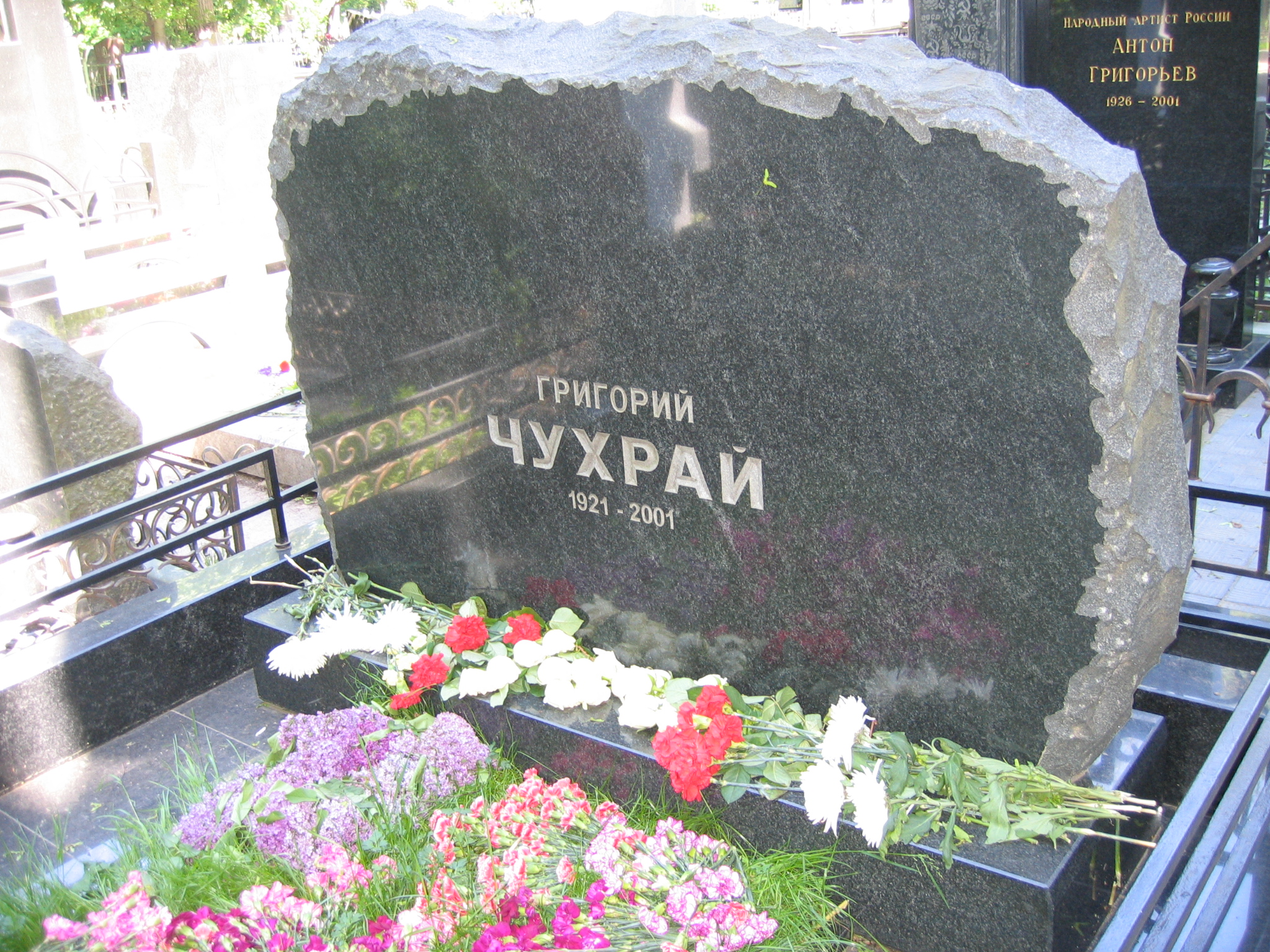
Mormăntul regizorului

## Filmografie selectivă
- 1954 Nasar Stodolia (Назар Стодоля/Nazar Stodolia) – co-regie
- 1956 Al 41-lea (Сорок первый) - regie
- 1959 Balada soldatului (Баллада о солдате/Ballada o soldata) – scenariu și regie
- 1961 Cer senin (Чистое небо) - regie
- 1964 A fost odată un moș și o babă (Жили-были старик со старухой) - regia
- 1970 Memoria  (Память/Pamiat) – documentar, scenariu
- 1977 Mlaștina (Трясина/Triasina) – scenariu și regie
- 1977 Viața e frumoasă (Жизнь прекрасна / La vita è bella) - scenariu și regie
- 1984 (Я научу вас мечтать) – documentar, co-regie, scenariu

## Premii și nominalizări
- 1957 Premiul special la Festivalul de la Cannes
- Premiul Lenin (1961)
- Artist al Poporului RSFSR (1969)
- Artist al Poporului URSS (1981)
- Premiul Nika la capitolul Onoare și demnitate (1993)